# 大阪府道42号・179号住吉八尾線
大阪府道42号・179号住吉八尾線（おおさかふどう42ごう・179ごう すみよしやおせん）は、大阪府大阪市住之江区から八尾市に至る大阪府道（府道42号区間は主要地方道、府道179号区間は一般府道）である。
起点が住之江区なのに住吉八尾線なのは、一般府道に認定された1959年（昭和34年）12月1日当時は起点が住吉区の一部だったから（1974年（昭和49年）7月22日に住之江区へ分区）。
同一の都道府県道で主要地方道区間と一般都道府県道区間が混在する数少ない路線である（他に東京都道20号・神奈川県道525号府中相模原線、東京都道・千葉県道501号王子金町市川線がある）。

## 概要
大阪市内区間のほとんどは主要地方道住吉八尾線であり、高野大橋付近を境にその東側が一般府道179号住吉八尾線となる。大和川右岸区間など、一部では自動車通行禁止の区間もある。久宝寺駅近くの竜華地下道や、平野区内の狭小区間は南行一方通行（終点から起点方向）となっている。
府道179号は、三宅出入口付近から喜連南口までの区間（国道309号の旧道部分）、喜連南口から長吉長原までの区間（長居公園通）、松原市内の天美東四丁目から三宅西出入口を経て阪神高速松原線の下を通り、松原ジャンクションへと至る区間（都市計画道路・堺松原線）、平野区の明治橋を含む区間も指定されている。

### 路線データ
- 起点：大阪府大阪市住之江区柴谷（新木津川大橋付近）
- 終点：大阪府八尾市久宝寺（久宝寺交差点=大阪府道5号大阪港八尾線）

## 歴史
- 1993年（平成5年）5月11日 - 建設省（現・国土交通省）から、一般府道住吉八尾線の一部が住吉八尾線として主要地方道に指定される[1]。
- 1994年（平成6年）4月1日 - 大阪府が府道179号住吉八尾線のうち主要地方道区間の番号を42とする。

## 路線状況

### 通称
- 南港通（柴谷 - 北加賀屋）
- 新なにわ筋（北加賀屋 - 南加賀屋4（大阪府道29号大阪臨海線重複区間））
- 大和川通（南加賀屋 - 高野大橋）
- 長居公園通（瓜破 - 長吉長原）

### 重複区間
- 大阪府道29号大阪臨海線（大阪市住之江区北加賀屋・北加賀屋交差点 - 大阪市住之江区南加賀屋・南加賀屋4交差点）
- 大阪府道2号大阪中央環状線（八尾市竹渕 - 亀井）
- 国道25号（大阪市平野区加美南・亀井西交差点 - 八尾市太子堂・南太子堂交差点）

## 地理

### 通過する自治体
- 大阪市（住之江区 - 住吉区 - 東住吉区 - 平野区）
- 松原市
- 八尾市

### 交差する道路
大阪市
- 大阪府道29号大阪臨海線（大阪市住之江区北加賀屋・北加賀屋交差点）
- 大阪府道29号大阪臨海線（大阪市住之江区南加賀屋・南加賀屋4交差点）
- 国道26号（大阪市住之江区北島・北島交差点）
- 大阪府道30号大阪和泉泉南線（大阪市住吉区遠里小野・遠里小野7（おりおの7）交差点）
- 大阪府道28号大阪高石線（大阪市住吉区我孫子東・地下鉄我孫子南交差点）
- 大阪府道26号大阪狭山線（大阪市東住吉区公園南矢田・行基大橋交点）
- 大阪府道26号大阪狭山線（大阪市東住吉区矢田・下高野橋北詰）
- 大阪府道42号住吉八尾線・大阪府道179号住吉八尾線（大阪市平野区瓜破・高野大橋付近まで府道42号、それ以降は府道179号）

松原市
- 阪神高速道路14号松原線（大堀出入口）
- 大阪府道187号大堀堺線・大阪府道188号郡戸大堀線（大堀（おおぼり）地先）

大阪市（平野区）
- 国道309号（瓜破（うりわり）交差点）
- 阪神高速14号松原線（喜連瓜破出入口）
- 大阪府道186号大阪羽曳野線（平野区長吉出戸・長吉出戸南交差点、長吉川辺地先）
- 大阪府道2号大阪中央環状線（大阪市平野区長吉長原・長吉長原東交差点）

八尾市
- 大阪府道2号大阪中央環状線（八尾市竹渕東）
- 国道25号・大阪府道2号大阪中央環状線（大阪市平野区加美南・亀井西交差点）
- 大阪府道2号大阪中央環状線（八尾市亀井町・亀井東交差点）
- 国道25号（八尾市太子堂・南太子堂交差点）
- 大阪府道5号大阪港八尾線（八尾市久宝寺・久宝寺交差点、終点）

### 沿線にある施設など
- 住之江競艇場
- 大和川
- イオン喜連瓜破ショッピングセンター
- 久宝寺緑地